# Dafengdui
Dafengdui (kinesiska: 大丰堆, 大丰堆镇) är en köping i Kina. Den ligger i storstadsområdet Tianjin, i den norra delen av landet, omkring 30 kilometer sydväst om stadens centrum. Antalet invånare är 16 105. Befolkningen består av 7 737 kvinnor och 8 368 män. Barn under 15 år utgör 21,0 %, vuxna 15-64 år 71 %, och äldre över 65 år 7,0 %.